# Felix von Bethmann Hollweg

Felix von Bethmann Hollweg

Gut Hohenfinow (1906)

Felix von Bethmann Hollweg (* 21. Dezember 1824; † 20. Februar 1900 in Hohenfinow) war ein preußischer Landrat, Gutsherr, Mitglied des Reichstages (Freikonservative Partei) und des Preußischen Herrenhauses. Sein Sohn Theobald von Bethmann Hollweg war von 1909 bis 1917 deutscher Reichskanzler.

## Leben
1824 wurde Felix von Bethmann Hollweg als zweiter Sohn des Juristen und späteren Politikers (Wochenblattpartei) Moritz August von Bethmann-Hollweg auf der Burg Rheineck bei Bad Breisig geboren. Sein Großvater war Johann Jakob Bethmann-Hollweg, ein Frankfurter Bankier. Mit dessen finanzieller Hinterlassenschaft war es Felix von Bethmann Hollweg möglich, 1855 das verwaiste Gut Hohenfinow bei Berlin zu erwerben und sich so, nach dem bissigen Kommentar seines Vaters, „endgültig von Preußen adoptieren“ zu lassen.
Felix von Bethmann Hollweg bildete in vielen Bereichen das Gegenstück seines Vaters. 1866, im Deutschen Krieg, hoffte er, dass der preußische Geist gegen Österreich erwachen würde und widersprach seinem Großvater, der stets von einem „Bruderkrieg“ sprach. Sein Vater war Mitglied der liberalen Wochenblattspartei gewesen, doch er fühlte sich von Anfang an dem Konservatismus der Ostelbier nahe. Die Demokratie hielt er für „erbärmlich“ und „zu nichts gut als zum Schwatzen“.
Im Sommer 1853 weilte Felix von Bethmann Hollweg bei seinem Schwager Albert von Pourtalès in Oberhofen am Thunersee. Dort lernte er eine Cousine seines Gastgebers kennen, Isabella von Rougemont (1833–1908), schweizerische Nachfahrin eines Hugenotten-Geschlechts. Die Rougemonts pflegten einen wohlsituierten Lebensstil und verbrachten die Winter in ihrem Stadtappartement in Paris. Bethmann Hollweg hielt um Isabellas Hand an und führte sie heim nach Hohenfinow. Dort gebar sie am 29. November 1856 ihren zweiten Sohn, Theobald. Der Großvater Moritz August schrieb rückblickend über dieses Ereignis: „Im November ging Mama [seine Frau] von Berlin aus nach Hohenfinow zu Isabellas Niederkunft, der Geburt unseres lieben Theobalds, des Erben des großväterlichen Sinnes für die Wissenschaft.“
Seine Familie führte er mit patriarchalischer Strenge. Die Erziehung seiner Söhne sollte sie zu pflichtbewussten Männern machen. Gerhard von Mutius, Bethmann Hollwegs Neffe, schrieb, dieser sei „feurig und gewalttätig bis ins weiße Haar“ gewesen. Feinsinnigere Züge lagen in seiner überdurchschnittlichen Musikalität. So war Bethmann Hollweg in seiner Jugend Gesangsschüler Felix Mendelssohns in Leipzig gewesen.
Ab 1874 war Felix von Bethmann Hollweg Landrat des Landkreises Oberbarnim. In Bad Freienwalde erwarb er sich bleibende Verdienste um den Straßenbau. Das Budget der Kreissparkasse wuchs unter ihm von 750.000 Mark auf 5 Millionen Mark an.
1877 wurde Bethmann Hollweg für die Freikonservative Partei in den Reichstag gewählt. Den Abgeordnetenposten füllte er desinteressiert und nur bis 1878 aus. 1886 folgte ihm sein Sohn Theobald ins Landratsamt, weshalb er sich drei Jahre nur seinem Gut widmete. 1889 erfolgte die Berufung ins Preußische Herrenhaus durch den neuen Kaiser und König Wilhelm II. Dieser war noch als Kronprinz mehrfach in Hohenfinow zur Jagd gewesen und schoss dort seinen ersten Rehbock. Der Kaiser ernannte Bethmann Hollweg zu dessen 75. Geburtstag zum Wirklichen Geheimen Rat mit dem Prädikat „Exzellenz“. Gleichzeitig legte der Herr auf Hohenfinow sein Abgeordnetenmandat nieder.
1900 starb Felix von Bethmann Hollweg in Hohenfinow. Er wurde, ebenso wie später sein Sohn Theobald, auf dem Grund des Gutes bestattet.